# Vitex petersiana
Vitex petersiana là một loài thực vật có hoa trong họ Hoa môi. Loài này được Klotzsch miêu tả khoa học đầu tiên năm 1861.